# Bolostromus riveti
Bolostromus riveti är en spindelart som beskrevs av Simon 1903. Bolostromus riveti ingår i släktet Bolostromus och familjen Cyrtaucheniidae.
Artens utbredningsområde är Ecuador. Inga underarter finns listade.